# Chevigney-sur-l’Ognon
Chevigney-sur-l’Ognon ist eine französische Gemeinde mit 294 Einwohnern (Stand: 1. Januar 2022) im Département Doubs in der Region Bourgogne-Franche-Comté.

## Geographie
Chevigney-sur-l’Ognon liegt auf einer Höhe von 225 m über dem Meeresspiegel, etwa 16 Kilometer westnordwestlich der Stadt Besançon (Luftlinie). Das Dorf erstreckt sich an leicht erhöhter Lage in der breiten Talebene des Ognon, südlich des Flusses und am Nordrand des Bois des Fouchères.
Die Fläche des 4,58 km² großen Gemeindegebiets umfasst einen Abschnitt des unteren Ognontals. Die nördliche Grenze verläuft entlang dem Ognon, der hier mit einigen Windungen durch eine meist rund zwei Kilometer breite Talebene nach Westen fließt. Östlich des Dorfes mündet die Lanterne, die ebenfalls eine breite Talniederung durchfließt. Vom Flusslauf des Ognon erstreckt sich das Gemeindeareal südwärts über die auf durchschnittlich 210 m gelegene Alluvialebene, die überwiegend mit Acker- und Wiesland bestanden ist, jedoch auch einige kleinere Waldflächen zeigt. Weiter im Süden folgen die ausgedehnten Waldungen des Bois d’Avaux und des Bois des Fouchères. Mit 241 m wird auf einer Kuppe am Rand des Bois des Fouchères die höchste Erhebung von Chevigney-sur-l’Ognon erreicht. 
Nachbargemeinden von Chevigney-sur-l’Ognon sind Brussey und Beaumotte-lès-Pin im Norden, Émagny im Osten, Noironte und Recologne im Süden sowie Ruffey-le-Château im Westen.

## Geschichte
Zusammen mit der Franche-Comté gelangte Chevigney mit dem Frieden von Nimwegen 1678 definitiv an Frankreich. Um eine Verwechslung mit anderen gleichnamigen Gemeinden zu vermeiden, wurde Chevigney im Jahr 1905 offiziell in Chevigney-sur-l’Ognon umbenannt. Heute ist Chevigney-sur-l’Ognon Mitglied des Gemeindeverbandes Val Marnaysien.

## Sehenswürdigkeiten

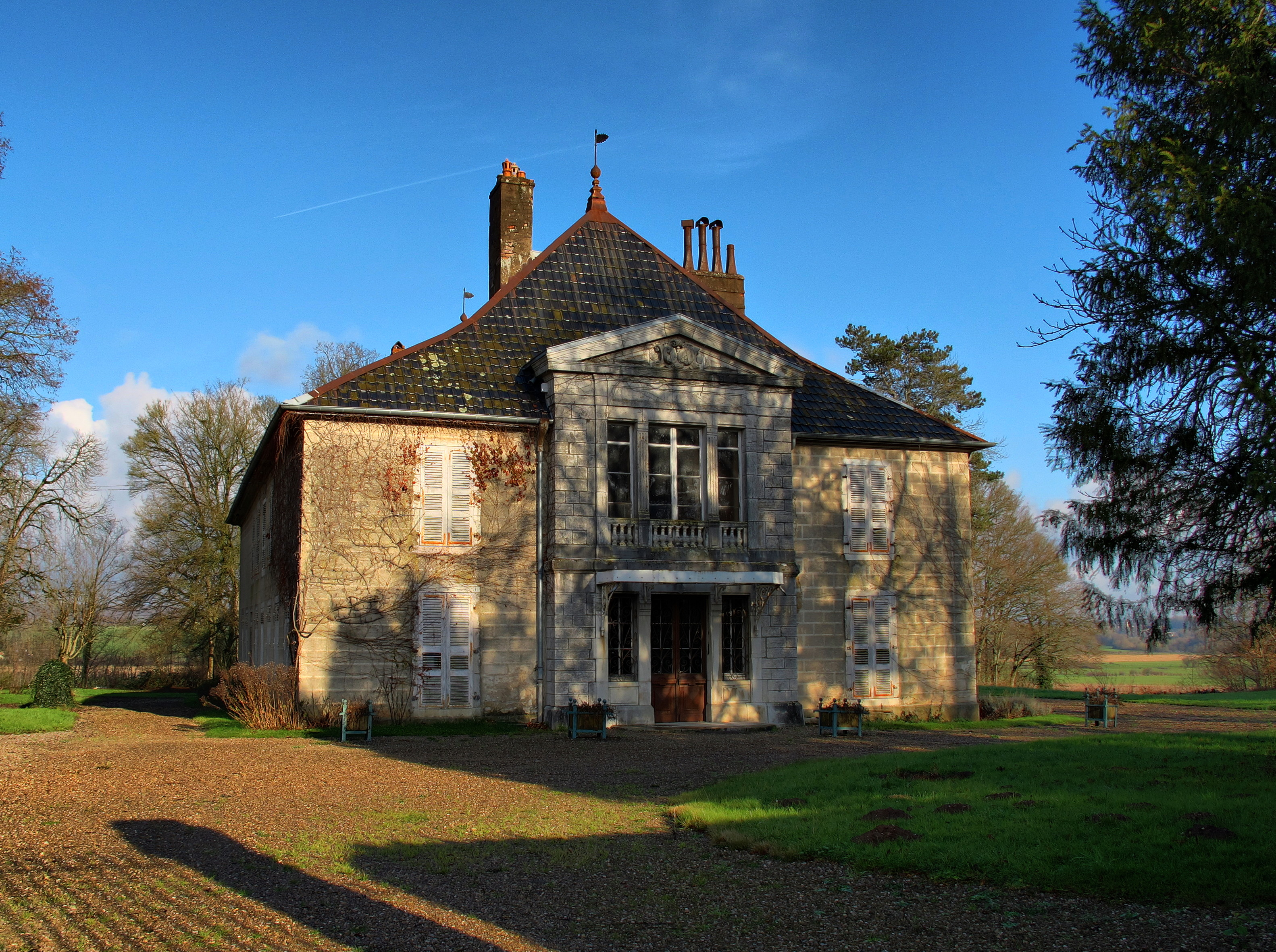
Château de Chevigney

Die einschiffige Kirche Saint-Léger wurde im 18. Jahrhundert im klassischen Stil erbaut. In einem großen englischen Park steht das Château de Chevigney, das 1764 erbaut sowie 1850 und 1885 umfassend restauriert wurde.

## Bevölkerung
| Jahr                       | 1962 | 1968 | 1975 | 1982 | 1990 | 1999 | 2005 | 2016 |
| Einwohner                  | 83   | 95   | 89   | 212  | 240  | 240  | 247  | 285  |
| Quellen: Cassini und INSEE |      |      |      |      |      |      |      |      |

Mit 294 Einwohnern (Stand 1. Januar 2022) gehört Chevigney-sur-l’Ognon zu den kleinen Gemeinden des Départements Doubs. Nachdem die Einwohnerzahl in der ersten Hälfte des 20. Jahrhunderts stets im Bereich zwischen 95 und 120 Personen gelegen hatte, wurde besonders zwischen 1975 und 1982 ein deutliches Bevölkerungswachstum verzeichnet.

## Wirtschaft und Infrastruktur
Chevigney-sur-l’Ognon war bis weit ins 20. Jahrhundert hinein ein vorwiegend durch die Landwirtschaft (Ackerbau, Obstbau und Viehzucht) und die Forstwirtschaft geprägtes Dorf. Daneben gibt es heute einige Betriebe des lokalen Kleingewerbes. Mittlerweile hat sich das Dorf auch zu einer Wohngemeinde gewandelt. Viele Erwerbstätige sind Wegpendler, die in der Agglomeration Besançon ihrer Arbeit nachgehen.
Die Ortschaft liegt abseits der größeren Durchgangsachsen an einer Departementsstraße, die von Émagny nach Ruffey-le-Château führt. Der nächste Anschluss an die Autobahn A36 befindet sich in einer Entfernung von ungefähr 15 km. Weitere Straßenverbindungen bestehen mit Recologne und Chaucenne.